# Saint-Projet-Saint-Constant
Saint-Projet-Saint-Constant (okzitanisch: Sent Project-Sent Constanç) ist eine Ortschaft und eine ehemalige französische Gemeinde mit 1.091 Einwohnern (Stand 1. Januar 2022) im Département Charente in der Region Nouvelle-Aquitaine. Sie gehörte zum Arrondissement Angoulême und zum Kanton Val de Tardoire. Die Einwohner werden Saint-Priestins genannt.
Mit Wirkung vom 1. Januar 2019 wurden die ehemaligen Gemeinden La Rochefoucauld und Saint-Projet-Saint-Constant zur Commune nouvelle La Rochefoucauld-en-Angoumois zusammengelegt und haben in der neuen Gemeinde den Status einer Commune déléguée. Der Verwaltungssitz befindet sich im Ort La Rochefoucauld.

## Lage
Saint-Projet-Saint-Constant liegt etwa 18 Kilometer nordöstlich von Angoulême. Umgeben wird Saint-Projet-Saint-Constant von den Nachbargemeinden Rivières im Norden, La Rochefoucauld im Osten, Rancogne im Südosten, Bunzac im Süden, Mornac im Südwesten sowie Brie im Westen.
Durch die Gemeinde führt die Route nationale 141.

## Geschichte
1845 wurde Saint-Constant an die Gemeinde Saint-Project angeschlossen.

## Bevölkerungsentwicklung
| Jahr                      | 1962 | 1968 | 1975 | 1982 | 1990 | 1999 | 2006  | 2013  |
| Einwohner                 | 659  | 652  | 754  | 794  | 842  | 920  | 1.079 | 1.094 |
| Quelle: Cassini und INSEE |      |      |      |      |      |      |       |       |

## Sehenswürdigkeiten
- Kirche Saint-Project
- Ruinen der alten Kirche von Saint-Constant
- Schloss Puyvidal aus dem 15./16. Jahrhundert, seit 2006 Monument historique
- Burg L’Âge-Baston
- Schloss Les Ombrais aus dem 15. Jahrhundert
- Wehrhaus (Saint-Constant) von Beaumont aus dem 15. Jahrhundert
- Mühle von Romagne aus dem 17. Jahrhundert

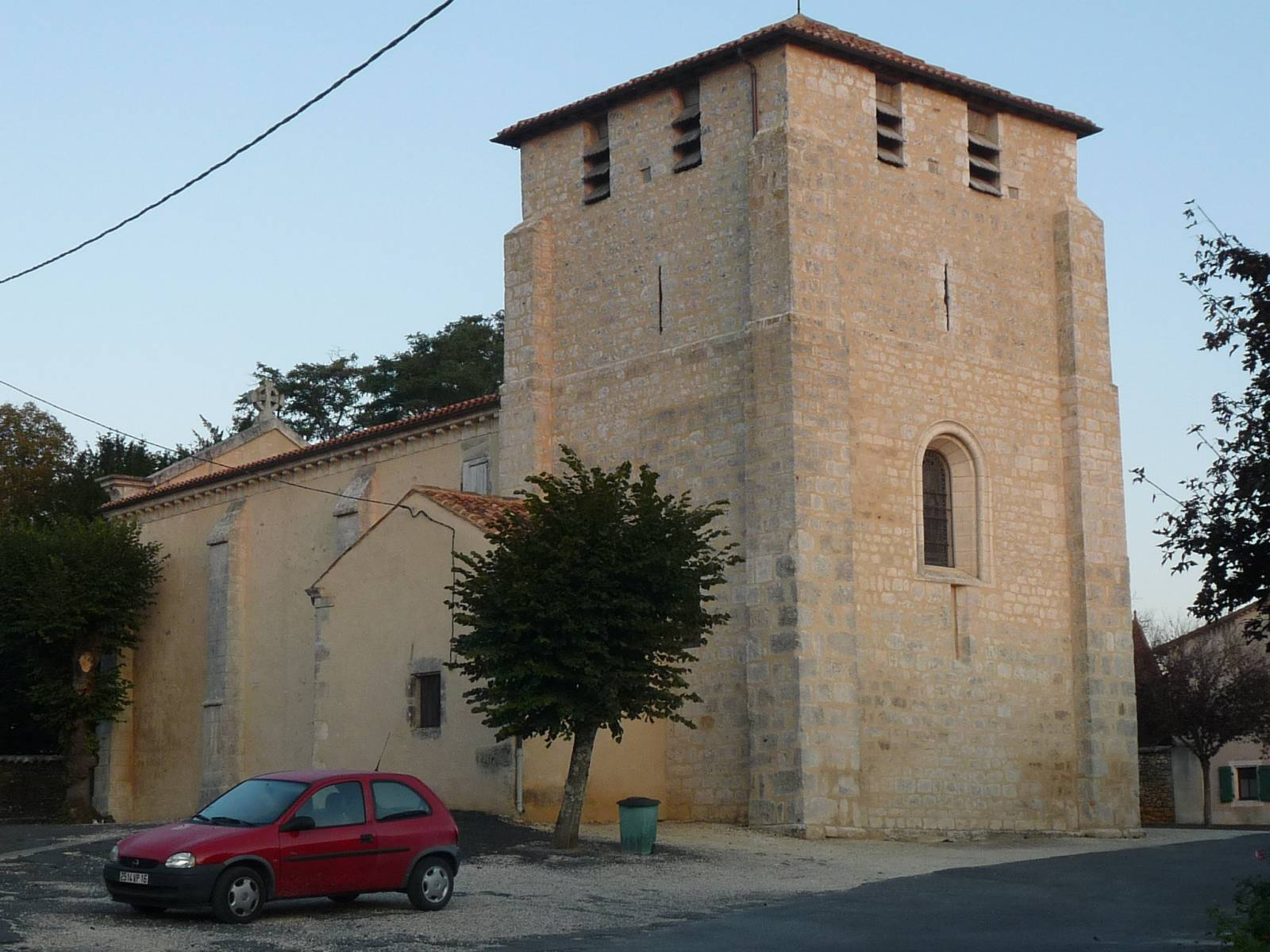
Kirche Saint-Project
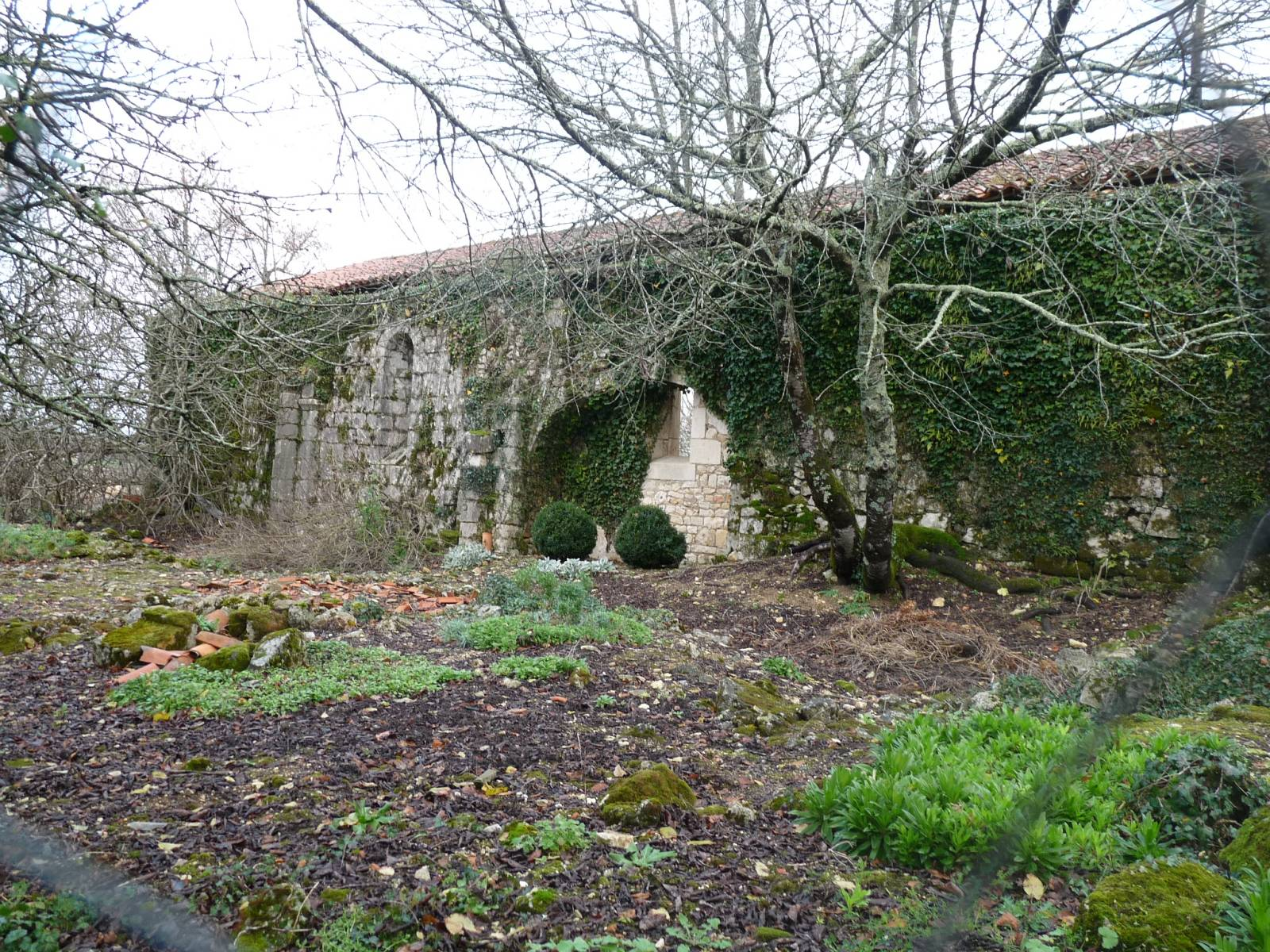
Kirchruine in Saint-Constant
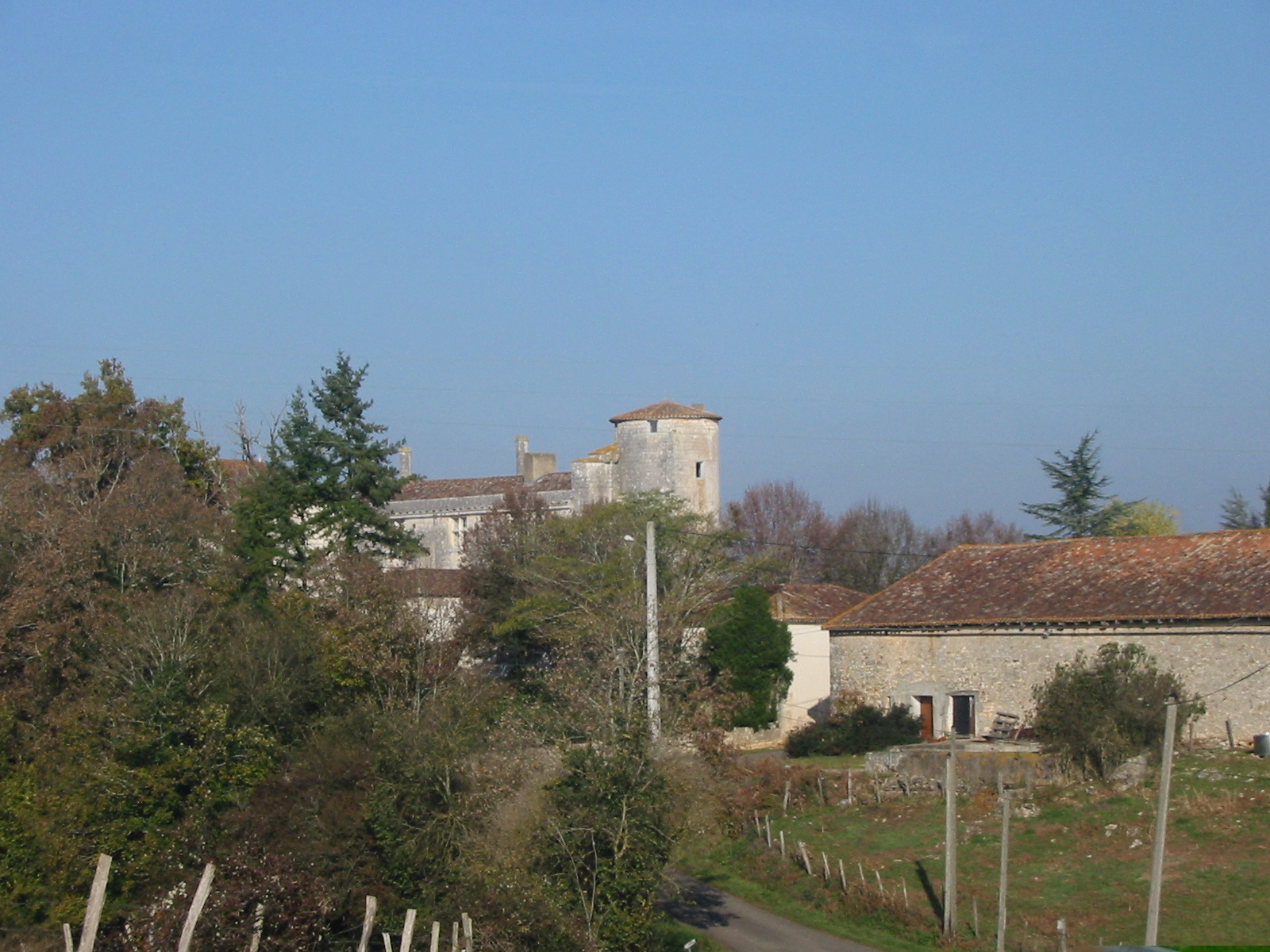
Schloss Puyvidal
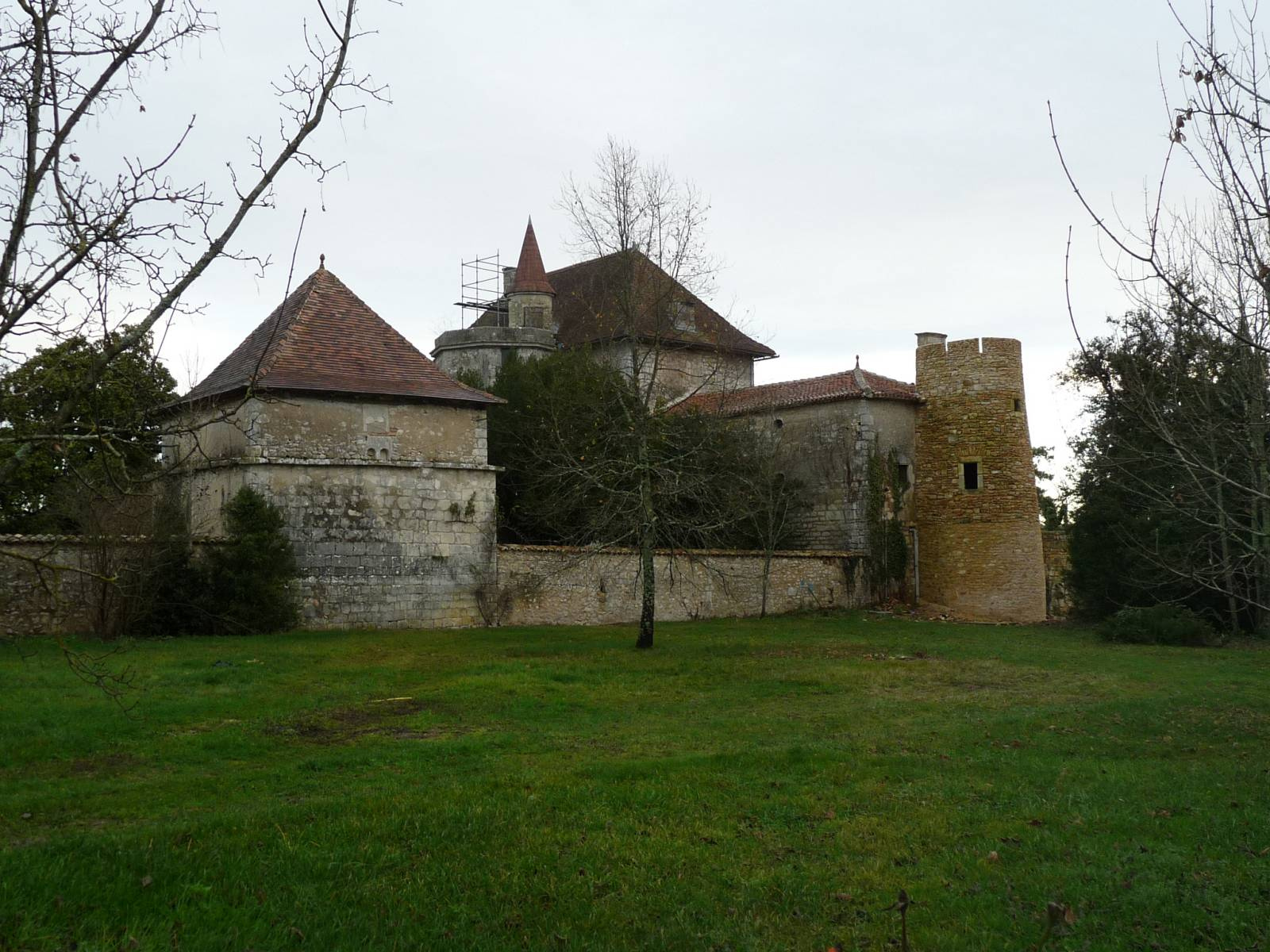
Schloss Les Ombrais